# Wapen van Merbes-le-Château

Wapen van Merbes-le-Château

Het wapen van Merbes-le-Château is het gemeentelijke wapen van de Belgische gemeente Merbes-le-Château. Het wapen werd in 1889 aan de Henegouwse gemeente toegekend. Het wapen werd in 1978 in ongewijzigde vorm bij de gelijknamige fusiegemeente in gebruik bevestigd.

## Geschiedenis
Merbes-le-Château kreeg als zelfstandige gemeente in 1889 een wapen, gebaseerd op oudere zegels. De fusiegemeente Merbes-le-Château ontstond in 1977 na een fusie tussen de gemeenten Fontaine-Valmont, Labuissière, Merbes-le-Château en Merbes-Sainte-Marie. Van de gefuseerde gemeente hadden alleen Labuissière en Merbes-le-Château een eigen wapen. De fusiegemeente kreeg op 4 juli 1978 het wapen van de oude, gelijknamige, gemeente in gebruik bevestigd.

## Blazoenering
De beschrijving van het wapen luidt als volgt:
D'argent au château couvert de gueules, à la porte ouverte munie de sa herse levée de sable, flanqué de chaque cété de deux tours rondes, couvertes, également de gueules et sommées chacune d'un globe d'or, le tout posé sur une terrasse alésée de sinople.
Van zilver beladen met een gedekt kasteel van keel, de poort geopend met een opgehaald valhek van sabel, aan beide zijden geflankeerd door een ronde toren, eveneens gedekt, van keel en getopt door een globe van goud, alles staand op een terras van sinopel.
De heraldische kleuren zijn zilver (wit), keel (rood), sabel (zwart) en sinopel (groen). Het wapen heeft geen externe ornamenten zoals een kroon of schildhouders.